# Gabrielle Louis-Carabin
Gabrielle Louis-Carabin, née le 20 février 1946 au Moule (Guadeloupe), est une femme politique française, maire de sa ville natale depuis 1989 et députée de la deuxième circonscription de la Guadeloupe de 2002 à 2017.

## Biographie
Gabrielle Louis-Carabin est élue députée le 16 juin 2002, pour la XIIe législature (2002-2007), dans la deuxième circonscription de la Guadeloupe. Elle est réélue députée de la même circonscription, le 16 juin 2007 avec 54,87 % des suffrages.
Lors des élections municipales de la ville du Moule, le 9 mars 2008, elle est réélue au premier tour avec 77,54 % des voix.
Elle faisait partie de l'UMP jusqu'au 24 juin 2009, date à laquelle elle quitte le parti pour protester contre la nomination de Marie-Luce Penchard comme secrétaire d'État à l'Outre-mer. Seule du groupe parlementaire UMP, dont elle reste membre, elle émet un vote d'abstention (ce qui à l'Assemblée nationale est différent d'une absence de vote) lors de la déclaration de politique générale de François Fillon, le 24 novembre 2010.
Lors des élections législatives de 2012, elle est à nouveau réélue, toujours dans la deuxième circonscription de la Guadeloupe, en tant que candidate divers gauche avec 71,75 % des voix au second tour face au candidat UMP Laurent Bernier. Pour cette XIVe législature, elle siège au groupe socialiste en tant qu'apparentée. Par ailleurs, elle se rattache financièrement à Démocratie et république, un parti fondé par Jean-Louis Masson.
La querelle a toujours été très vive entre Gabrielle Louis-Carabin et Lucette Michaux-Chevry (sénatrice-maire de Basse-Terre, ancienne ministre et mère de Marie-Luce Penchard). Les deux femmes ont pendant quelques années multiplié les attaques. Amie personnelle de Jacques Chirac, Lucette Michaux-Chevry a toujours refusé de créer une section locale du RPR ou de l’UMP en Guadeloupe. À l’inverse, la députée-maire du Moule se prévalant du soutien personnel de Nicolas Sarkozy est passée outre. Lors de ses rassemblements en Guadeloupe, Nicolas Sarkozy, alors président de l’UMP a dû batailler ferme et multiplier les appels à l’union et l’unité derrière lui. Depuis, les querelles entre les deux personnalités ont quelque peu diminué mais la démission de l'UMP, pour protester contre l'arrivée de la fille de Mme Michaux-Chevry comme secrétaire d'État, qu'elle considère « pire que sa mère » démontre une hostilité latente.

## Prise de position
Bien que parlementaire de la majorité de l'époque, Gabrielle Louis-Carabin s'est abstenue lors du vote du budget de la mission outre-mer, en novembre 2008, qu'elle juge insuffisant pour faire face aux difficultés que connaissent les Guadeloupéens. En 2011, elle signe la lettre au ministre de l'Éducation nationale demandant le retrait de manuels scolaires qui expliquent l'identité sexuelle des individus.
Lors de l'élection présidentielle française de 2012, elle soutient la candidature de François Hollande, puis, lors des législatives qui suivent, elle se présente sous l'étiquette divers gauche. Au premier tour, elle obtient alors 56,95 % des suffrages exprimés (soit 13 853 voix) dans la 2e circonscription de Guadeloupe, se plaçant ainsi en première position et ayant un large avantage sur le candidat de l'UMP, Laurent Bernier (son ancien suppléant) qui obtient 21,71 % des voix (soit 5 280 voix).
Le 12 février 2013, elle fait partie des quatre députés du groupe socialiste ayant voté contre le projet de loi ouvrant le mariage aux couples de même sexe.

## Mandats
- depuis le 20/03/1989 : maire du Moule, Guadeloupe
- depuis le 02/06/2020 : conseillère départementale du canton du Moule, Guadeloupe
- 21/03/1977 - 13/03/1983 : adjointe au maire du Moule (Guadeloupe)
- 15/12/1978 - 13/03/1983 : adjointe au maire du Moule
- 14/03/1983 - 19/03/1989 : adjointe au maire du Moule
- 18/03/1985 - 29/03/1992 : membre du conseil général de la Guadeloupe
- 20/03/1989 - 18/06/1995 : maire du Moule
- 23/03/1992 - 15/03/1998 : membre du conseil régional de Guadeloupe
- 30/03/1992 - 22/03/1998 : membre du conseil général de la Guadeloupe
- 19/06/1995 - 18/03/2001 : maire du Moule
- 16/03/1998 - 01/01/2002 : membre du conseil régional de Guadeloupe
- 23/03/1998 - 11/07/2002 : membre du conseil général de la Guadeloupe
- 19/06/2002 - 18/06/2017 : députée de la 2e circonscription de la Guadeloupe